# 更戛乡
更戛乡，是中华人民共和国云南省保山市昌宁县下辖的一个乡镇级行政单位。

## 行政区划
更戛乡下辖以下地区：
更戛村、木瓜树村、米河村、田头村、西米村、西河村、西桂村、立达村、打瓦村、小街子村和大沙坝村。